# Douglas Harding
Pour les articles homonymes, voir Harding.
Douglas Harding (12 février 1909 – 11 janvier 2007) est un auteur de spiritualité non-dualiste. Ayant vécu lui-même une expérience d'éveil spirituel en 
Il a créé le concept de la « vision sans tête », dont il a fait une méthode pour atteindre . Il est l'auteur de plusieurs ouvrages sur ce thème (dont le plus connu est sans doute Vivre sans tête, paru en 1961), dont l'idée principale est résumée sur la couverture de la traduction française, dans une nouvelle édition en 2016 : « Vous n'êtes pas une petite chose perdue dans le monde, c'est le monde qui est en vous. » Par ailleurs, il a animé de très nombreux séminaires autour de ce thème, y compris en France, pour amener les participants à vivre cette même expérience.

## Biographie
Douglas Harding est né à Lowestoft dans le Suffolk en Angleterre, le 12 février 1909, dans une famille de fondamentalistes chrétiens, appartenant à la communauté des Frères de Plymouth, qui l'excommunia et le chassa en 1930 pour avoir écrit un document de dix pages dans lequel il formulait ses objections envers l'organisation. Il s'éloigna aussi définitivement de sa famille. 

### Quête spirituelle
Après des études d'architecte, il exerce ce métier dans lequel il connaît rapidement le succès en Angleterre, puis en Inde, où il est engagé dans le Corps des Royal Engineers pendant la Seconde Guerre mondiale. Cependant, la question de savoir qui il est l'occupe sans cesse durant cette période. Déjà enfant, il s'interrogeait sur le mystère de la vie et craignait de ne pas en trouver le véritable « Centre ». Cependant, il était essentiel pour lui de pouvoir vérifier par l'observation directe les intuitions qu'il pouvait avoir. 

### L'autoportrait de Mach

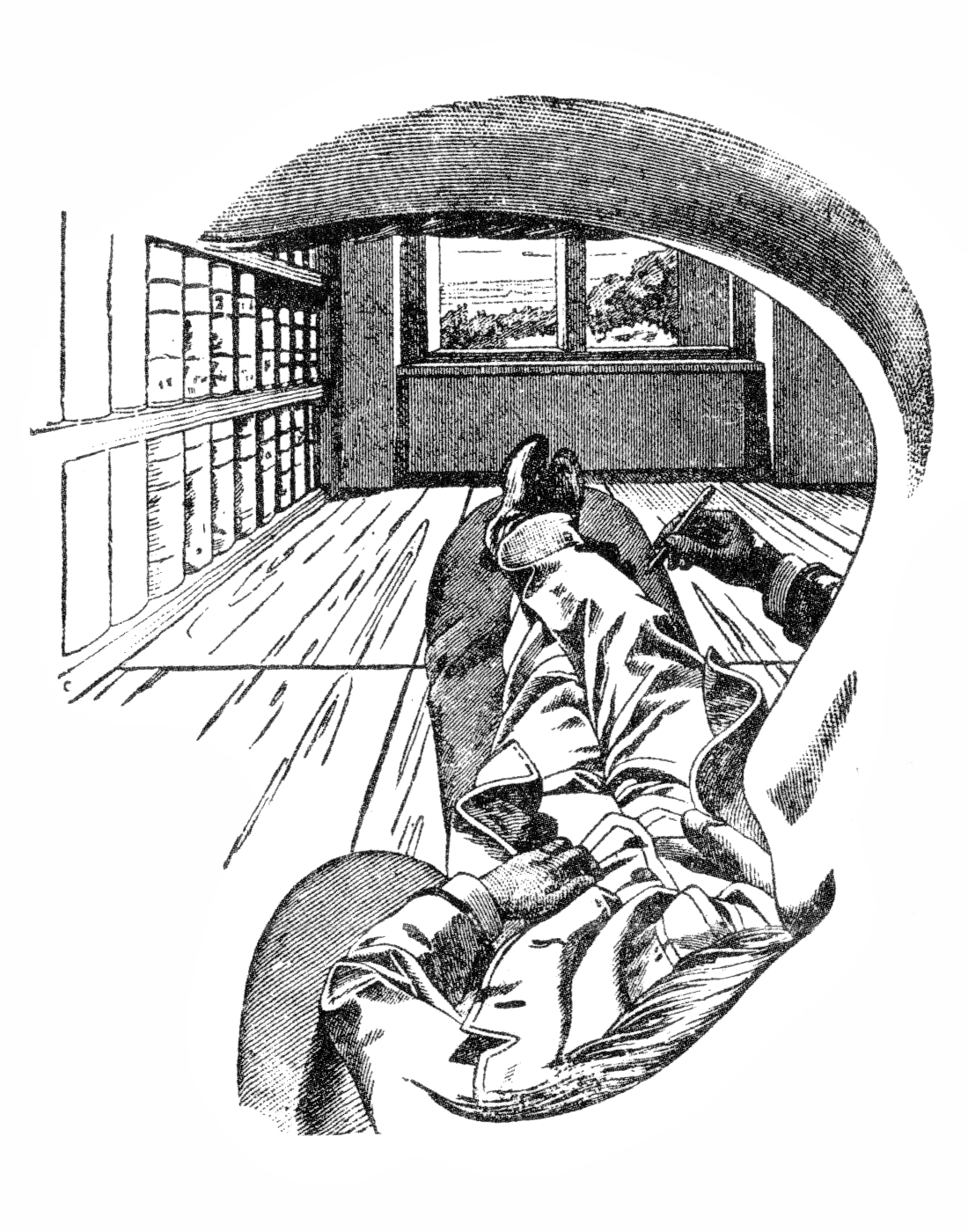
Ernst Mach. « Vue depuis l'œil gauche » ou « Autoportrait d'Ernst Mach » ou encore « Autoportrait du moi ». Dessin de 1889.

Harding découvre bientôt un autoportrait du physicien et philosophe autrichien Ernst Mach, dans lequel ce dernier se représente non pas comme il se serait vu dans un miroir (méthode traditionnel pour réaliser un autoportrait), mais en dessinant ce qu'il voyait de lui en regardant son corps : il figure donc les pieds, les jambes, les mains, les bras, le torse - mais pas le visage ni la tête. C'est un choc pour Harding, qui se rend compte qu'il s'agissait d'une vision réellement objective de soi-même, . Et cela équivalait à porter au-dessus de ses épaules non pas une tête, mais l'univers tout entier. 

### Vivre sans tête
Ce fut le début d'une révolution pour Harding, qui le mena à la méthode de la « vision sans tête ». Cela fut bientôt suivi, en 1942, par un événement essentiel de sa vie, qu'il décrit ainsi en 1961, dans Vivre sans tête :

« Le plus beau jour de ma vie — ma nouvelle naissance en quelque sorte — fut le jour où je découvris que je n’avais pas de tête. Ceci n’est pas un jeu de mots, une boutade pour susciter l’intérêt coûte que coûte. Je l’entends tout à fait sérieusement : je n’ai pas de tête. Je fis cette découverte il y a dix-huit ans, quand j'en avais trente-trois. (...)
Il m'arriva une chose incroyablement simple (...) : je m'arrêtais de penser. (...) Pour la première fois, les mots me firent réellement défaut. Le passé et l'avenir s'évanouirent. J'oubliais qui j'étais (...). C'était comme si à cet instant je venais de naître, flambant neuf, sans pensée, pur de tout souvenir. Seul existait le Maintenant, ce moment présent, et ce qu'il me révélait en toute clarté. Voir, cela suffisait. Et voir quoi ? Deux jambes de pantalon de couleur kaki aboutissant à une paire de bottines brunes, des manches kaki amenant de part et d'autre à une paire de mains roses, et un plastron kaki débouchant en haut sur... absolument rien ! Certainement pas une tête. Je découvris instantanément que ce rien où aurait dû se trouver une tête, n’était pas une vacuité ordinaire, un simple néant. Au contraire, ce vide était très habité. C’était un vide énorme, rempli à profusion, un vide qui faisait place à tout — au gazon, aux arbres, aux lointaines collines ombragées et, bien au-delà d’elles, aux cimes enneigées semblables à une rangées de nuages anguleux parcourant le bleu du ciel. J’avais perdu une tête et gagné un monde. Tout cela me coupait littéralement le souffle. Il me semblait d’ailleurs que j’avais cessé de respirer, absorbé par Ce-qui-m’était-donné : ce paysage superbe, intensément rayonnant dans la clarté de l’air, solitaire sans soutien, mystérieusement suspendu dans le vide, et (en cela résidait le vrai miracle, la merveille et le ravissement) totalement exempt de "moi", indépendant de tout observateur. Sa présence totale était mon absence totale, de corps et d’esprit. Plus léger que l'air, plus translucide que le verre, entièrement détaché de moi-même, je n'étais nulle part à la ronde. »

### Premier ouvrage
En 1952, il écrit son premier livre, La Hiérarchie du Ciel et de la Terre. Un nouveau diagramme de l'Homme et de l'Univers, qui sera préfacé par C.S. Lewis. Celui-ci écrira à Harding : « Vous m'avez enivré, enivré comme je ne l'ai jamais été d'un livre depuis que j'ai lu Bergson pendant la Première Guerre mondiale... Comment avez-vous pu vivre 40 ans sans que j'entende parler de vous auparavant ? ... mon sentiment est que vous avez écrit une œuvre du plus haut génie. » Et il se reprochera que « cette bombe céleste soit restée sur ma table sans avoir explosé pendant tous ces mois », ajoutant « l'Angleterre est déshonorée si ce livre n'est pas publié ».
Selon José Le Roy, cet ouvrage est le chef-d'œuvre de Douglas Harding, qu'il a composé sur une période de pas moins de dix ans. 

### Vie privée
Douglas Harding s'est marié à deux reprises, et il a eu trois enfants, deux garçons et une fille. Il est mort le 11 janvier 2007 à Nacton, dans le Suffolk.

## Transmission de la méthode
Douglas Harding a été un enseignant inlassable. Outre ses propres interventions jusqu'à sa mort en 2007, sa méthode et ses idées sont transmises en France depuis les années 1990 d'une part en France par l'un de ses principaux disciples, José Le Roy et par la maison d'édition Almora qu'il dirige; et en Angleterre, par Richard Lang.

## Ouvrages traduits en français
- 1952 : The Hierarchy of Heaven and Earth: a New Diagram of Man in the Universe, trad. La Hiérarchie du Ciel et de la Terre. Un nouveau diagramme de l'Homme dans l'Univers, The Shollond Trust, 2015, 276 p. Une nouvelle édition en anglais, également traduite en français, du manuscrit original long de 730 p. a été publiée par Richard Lang.
- 1961 : On having no head. Zen and the Rediscovery of the Obvious. Trad. Vivre Sans Tête, Le Courrier Du Livre, 1978, 144 p., rééd. 2016
- 1966 : Religions of the World, trad. Les religions du monde, Accarias / L'Originel , 1999, 174 p.
- 1974 : The science of the First Person, trad. La science de la première personne. Qui êtes-vous vraiment ?, Éd. Dervy, 1998, rééd. Almora, 2023, 132 p.
- 1988 : The Little Book of Life and Death, trad. Le petit livre de la vie et de la mort, Éd. Dervy, 1997, 208 p.
- 1990 : Head off stress, trad. Vivre sans stress. L'accès direct à votre paix intérieure, Accarias / L'Originel , 1994, 370 p.
- 1992 : The Trial of the Man who Said he was God, trad. Le Procès de l'Homme qui disait qu'il était Dieu, Éd. du Relié, 1996, 440 p.
- 1995 : Renaître à l'évidence, Le Courrier du Livre, 1995, 141 p. [Nouvelle version de Vivre sans tête]
- 1998 : Look for Yourself. Science and Art of Self-realisation, trad. La Troisième voie. La science et l'art de la réalisation du soi, Éd. du Relié, 2000, rééd. Albin Michel, coll. « Espaces libres », 2005, 384 p.
- 2000 : Face to no Face, trad. L'immensité intérieure. Redécouvrir notre nature originelle, Accarias / L'Originel , 2002, 220 p.
- 2002 : To Be or not to Be : This is the Answer, trad. Être et ne pas être, Almora, 2008, 215 p.

### Publications posthumes
- Le jeu du visage (The Face Game, 2018), Almora, 2019, 304 p. L'ouvrage a été écrit dans les années 1960, mais Harding ne l'avait jamais publié.
- Les entretiens de Palavas, Lulu, 2015, 88 p.Entretiens entre Douglas Harding et José le Roy, en avril 2005.
- Sagesse pour le XXIe siècle : Abécédaire, (Choix d'extraits par Catherine Harding, Préface de José Le Roy) Accarias / L'Originel , 2014, 128 p.

### Filmographie
- L'homme sans tête , réalisé par Richard Lang, 2012, 34 min. [voir en ligne sur volte-espace.fr (page consultée le 12 avril 2025)]
- « Le chef d'œuvre de Douglas Harding présenté par Richard Lang » (il s'agit de La Hiérarchie du Ciel et de la Terre), sur Éveil et philosophie, vidéo de 57 min. sous-titrée en français. [voir en ligne (page consultée le 14 avril 2025)]